# جيف سميث (لاعب كرة قاعدة)
جيف سميث (بالإنجليزية: Jeff Smith)‏ هو لاعب كرة قاعدة أمريكي، ولد في 7 يونيو 1974 في آكرون في الولايات المتحدة.

## وصلات خارجية
- جيف سميث على موقعبيزبول رفرنس.كوم (الدوري الثانوي) (الإنجليزية)